# Cebgo
Why everyone flies
Cebgo est une compagnie aérienne à bas coût des Philippines basée à Manille, la capitale du pays. Fondée en 1993, c'est le successeur de SEAir, Inc. et de South East Asian Airlines, Inc., plus tard renommées Tigerair Philippines. Elle est aujourd'hui possédée par JG Summit, la société-mère de Cebu Pacific qui exploite cette compagnie. Sa base aéroportuaire principale a été déplacée de l'Aéroport international de Clark (ancien aéroport international Diosdado Macapagal), à Angeles vers l'Aéroport international Ninoy Aquino, à Manille

## Histoire

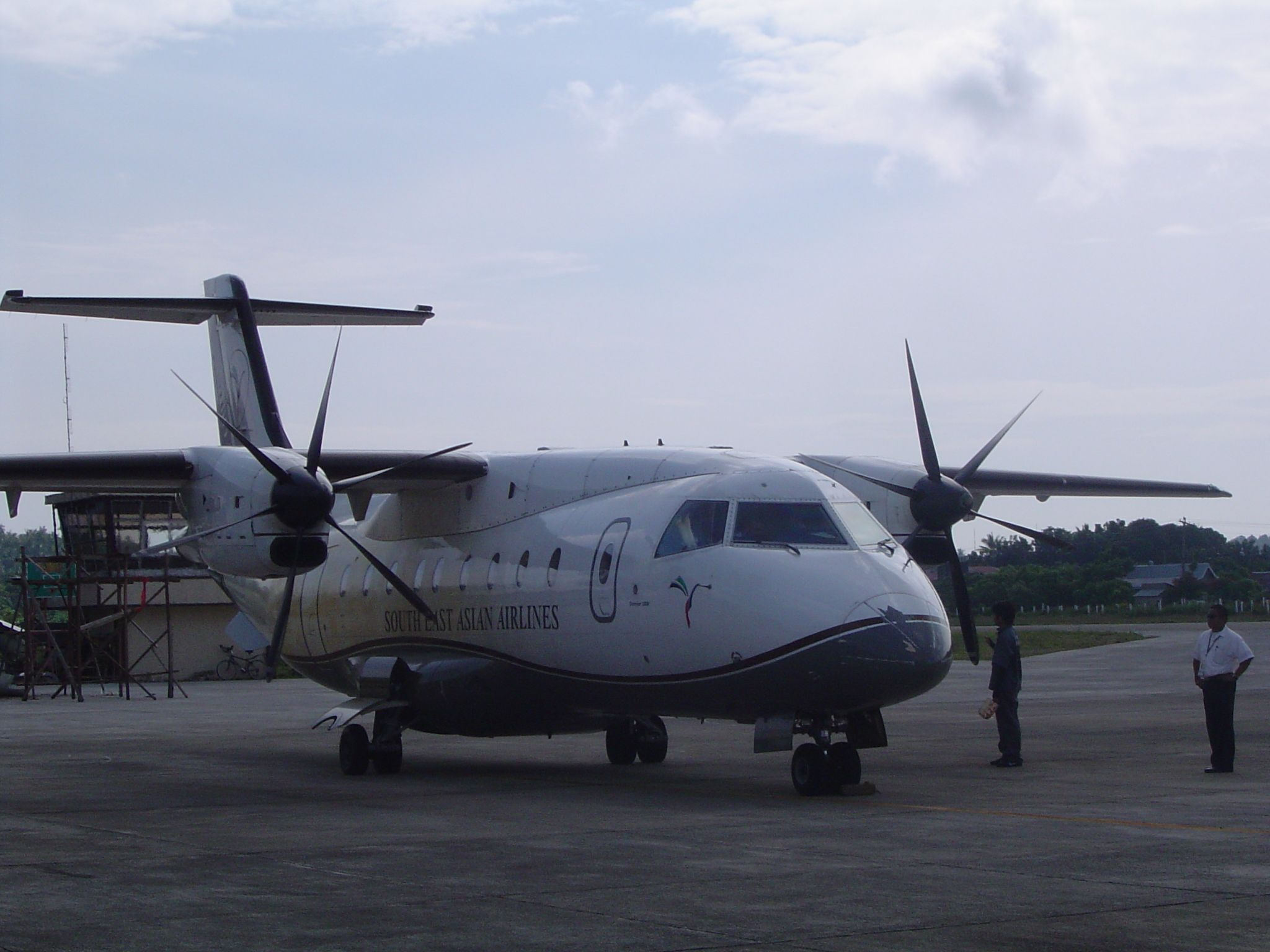
Un Dornier 328 de SEAIR en octobre 2005.

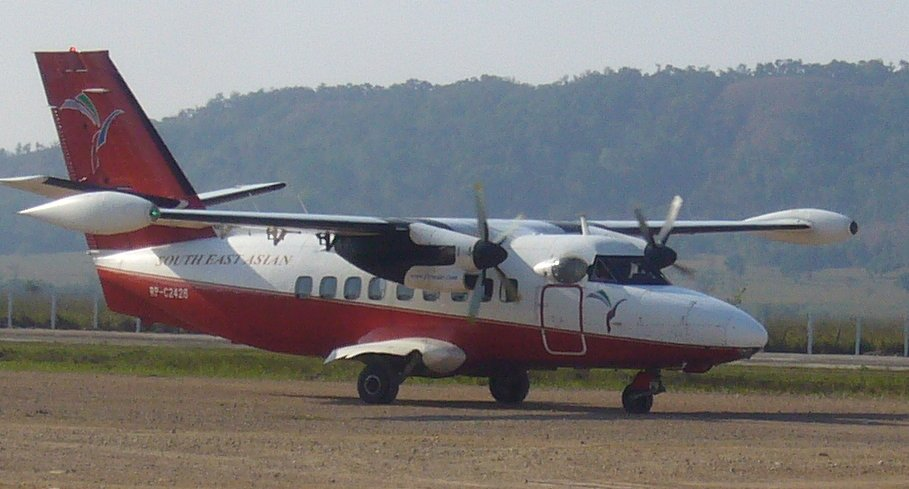
Un L-410UVP-E de SEAIR à l'aéroport de Busuanga en avril 2007.

La compagnie est créée en 1995 sous le nom de SEAir Inc, et commence son activité la même année.
Le 29 septembre 2006, un accord est annoncé entre le singapourien Tigerair et SEAIR à partir de février 2007. Il est finalement approuvé en 2008 malgré les protestations des concurrents, mais rapidement oublié en raison d'un environnement défavorable. Les deux compagnies renouvellent l'essai en 2010 et est finalement entériné le 16 décembre 2010. Son activité, notamment sur les vols intérieurs, est cependant perturbée par l'autorité de l'aviation civile, à la suite des protestations de Philippine Airlines et Cebu Pacific.
En février 2011, Tiger Airways Holdings Ltd, société-mère de Tigerair, rachète 32,5% des parts de SEAir Inc, et augmentent leur participation à 40% en août 2012.
En décembre 2012, les autorités approuvent la formation de deux entités distinctes, SEAir International, et "Tigerair Philippines". SEAir Inc est rebaptisée "Tigerair Philippines" le 7 juin 2013.
En janvier 2014, Cebu Pacific Air annonce l'acquisition de la totalité de Tigerair Philippines pour 14,5 millions de dollars.
En mai 2015, pour la quatrième fois, la compagnie aérienne est rebaptisée Cebgo, pour insister sur l'appartenance à la société Cebu Pacific Air.

## Flotte

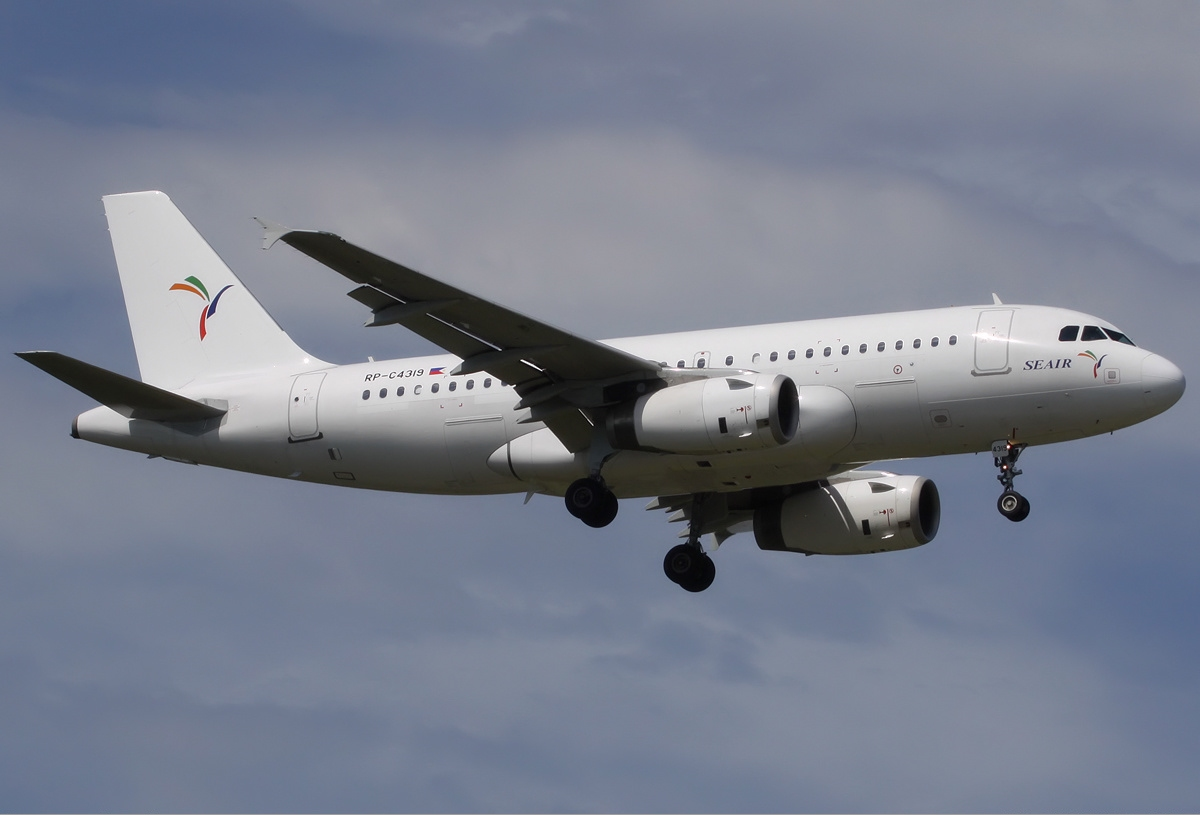
SEAIR Airbus A320-200 en 2010.

En mars 2016, la flotte de Cebgo comprend les appareils suivants: